# Крюково (Ивановская область)
 Крюково — деревня в Ивановском районе Ивановской области. Входит в состав Беляницкого сельского поселения.

## География
Находится в западной части Ивановской области на расстоянии приблизительно 9 км на северо-запад по прямой от вокзала станции Иваново на восточном берегу Уводьского водохранилища.

## История
Деревня уже была на карте 1840 года. В 1859 году здесь (тогда деревня Шуйского уезда Владимирской губернии) было учтено 13 дворов.

## Население
Постоянное население составляло 101 человек (1859 год), 34 в 2002 году (русские 94 %), 33 в 2010.